# 薩多沃市鎮

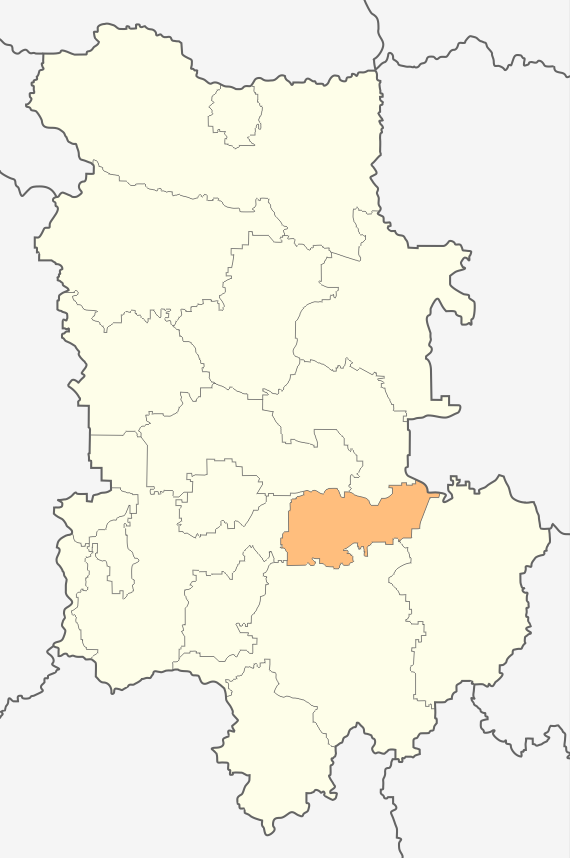

薩多沃市，是保加利亞的城鎮，位於該國中部，由普羅夫迪夫州負責管轄，首府設於薩多沃，面積192.86平方公里，人口14,669，人口密度每平方公里76.06人。
42°07′59″N 24°55′59″E / 42.133°N 24.933°E